# San Giovanni Battista (Monterosso al Mare)
San Giovanni Battista (Església parroquial del poble de Monterosso al Mare), província de La Spezia en la regió de la Ligúria.

## Història
La fundació de l'església de San Giovanni Battista a Monterosso probablement va haver de coincidir amb la dominació genovesa iniciada en la segona meitat del segle xiii (per a Monterosso, el pas definitiu sota la dominació genovesa es va produir el 1276 quan el cardenal Nicolò Fieschi, el comte de Lavagna, va vendre castells, viles i jurisdiccions de Pietra Colico a Sarzana, al municipi de Gènova).
En aquest període, van ser enviats picapedrers i paletes a erigir les obres de defensa ordenades per la República.
Cal recordar, tanmateix, que el 1244 es documentava la construcció d'una església de Mari de Monterubeo, a la fàbrica de la qual un Avegnate dona Begino s'uneix a una suma de diners. És probable que aquest edifici es trobi a la nova església parroquial que, uns anys més tard, suplanta l'església més antiga de Sant Cristòfor.
El 1282 es va dur a terme la llamborda de la loggia, però haurà d'esperar fins al 1307 (veure la inscripció a la columna central, situada a l'interior de l'església) per veure l'obra acabada amb la finalització de la façana de dos tons.

## La Façana
De (primera meitat del segle), en marbre blanc i pedra negra, es tracta d'un camp trencat.

## La Rosassa

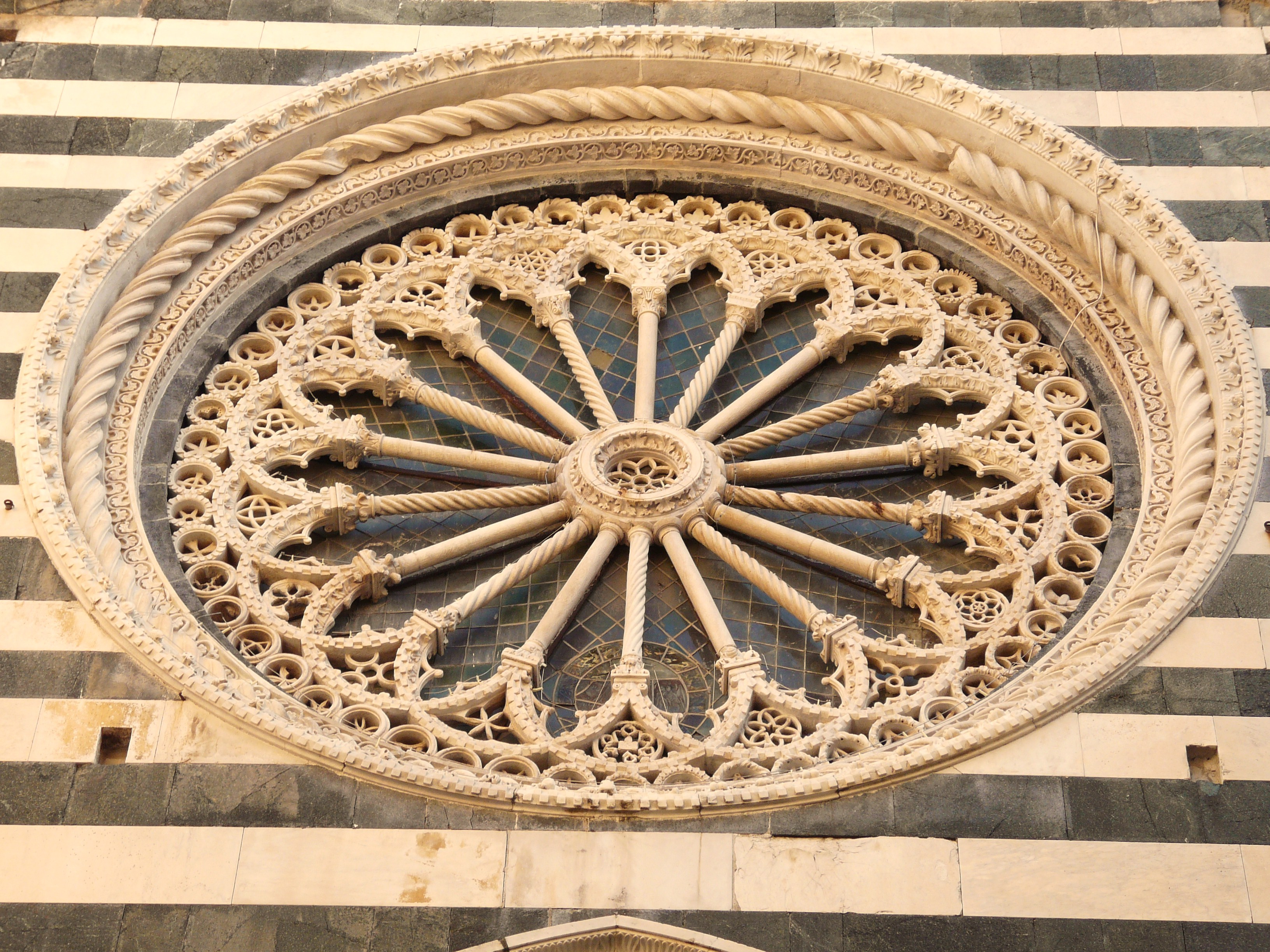
La Rosassa

De (primera meitat del segle XIV), està format per un node central amb una estrella de la qual divuit columnes (alternativament llises i retorçades) amb capitells. A partir d'aquests arcs hi ha arcs arrodonits amb dentellons que formen, entrellaçats, arcs de tres puntes, i plomalls amb traceries. Una filera de rondes perforades separa la rosa del marc extern, on podem veure una decoració de baix relleu amb un vidre, una banda retorçada i un marc amb fulles roses.

## El portal
(De la primera meitat del segle XIV), inclou columnes i pilars que admeten capitells continus en fulles dels quals sorgeix el simple enquadrament del vitrall.
El vitrall representa el Baptisme de Jesús al Jordà per Joan el Baptista. És molt més tardà que l'Església però es deteriora notablement tant pel clima com per la qualitat del material utilitzat.

## L'interior de l'Església
Als anys mil nou-cents seixanta, va ser alliberat de sis altars barrocs, adossat a les parets laterals. Això ha permès (gràcies al descobriment de fragments de l'splay extern, els brancals, capitellini i peces de columnes d'octàgon) la recomposició i reobertura de les finestres originals de dues llums.
Les finestres coronelles tenen un arc apuntat amb maons, pedra negra i marbre blanc; la columna central té una capital en forma de trèvol perforat. També s'han obert dues portes laterals, superades per un arquitrau sobre el qual s'imposa un arc apuntat.
La planta és basílica, dividida en tres naus, d'acord amb l'ordre habitual 1: 2. Els passadissos estan dividits per columnes de pedra negra i marbre blanc amb capitells medievals: són esferocúbicas de les columnes cap a l'absis, altres són frondosos i tenen arcs apuntats (de restauració, ja que al segle xvii s'havien convertit en arcs en ple centre) també es perfilen amb segments blanc i negre.
Les columnes del costat esquerre no tenen base i el sòl es troba per sobre de l'original. Al corredor central encara hi ha la volta de canó del segle xvii, mentre que als laterals s'ha restaurat el sostre de fusta original amb bigues properes, sense suport.
No hi ha creuer ni llanterna, però els passadissos laterals flueixen cap a les capelles rectangulars cobertes d'una volta creuada.
La nau central, ja coberta de volta (probablement amb costelles amb una secció rectangular, tal com es veu a les capelles laterals), es va allargar amb un absis semicircular per mitjà d'una ruptura del període barroc.

## La font baptismal
(1360), es compon d'una base de forma quadrada, decorada amb fulles invertides a les cantonades, sobre la qual s'estableix la petxina en forma de banyera amb acabament octogonal.
Es manca de decoracions (el tancament de la part superior és d'una edat posterior).
La inscripció, a la part superior, indica que la font es va construir el 1360.

## L'Altar Major
(primera meitat del segle xviii), es va construir des de zero al voltant de 1740, segons l'estil del temps. La cantina és recolzada per una composició sarcòfag, amb un baix relleu que representa Sant Joan Baptista, propietari de l'Església i patró de la parròquia. La part superior, amb tres ordres de graons, té un tron al centre, també en marbre, policromat, amb el Tabernacle a la base. A sobre de l'altar, des de la volta s'obre el típic dosser de les esglésies basíliques.